# 河野秀数
河野 秀数（かわの ひでかず、1987年12月14日 - ）は、京都府京都市出身の元プロ野球選手（投手）。右投右打。

## 経歴

### プロ入り前
山城高時代、3年時の夏は京都府予選4回戦で京都成章高に1-6で敗れた。甲子園出場経験はなし。
佛教大学社会学部現代社会学科に進学すると、京滋大学野球連盟に加盟している硬式野球部に入部する。4年時に第40回明治神宮野球大会に出場し、準決勝の立正大学戦で登板している。1学年後輩に大野雄大がいる。
大学卒業後、社会人野球の新日本製鐵広畑に入団。1年目から公式戦に登板。第81回都市対抗野球大会では、1回戦のJFE東日本戦で救援登板し1回を無失点に抑えるが、チームは1-3で敗退した。第37回社会人野球日本選手権大会でも、1回戦の明治安田生命戦で救援登板している。
2年目は右肘痛に苦しみ、チームは第82回都市対抗野球大会に出場したが自身の登板機会はなかった。3年目は、主に抑えとして起用される。第83回都市対抗野球大会には、NTT西日本の補強選手として出場し、2回戦の伯和ビクトリーズ戦で救援登板した。第38回社会人野球日本選手権大会では、1回戦のJR東日本戦で救援登板するが、チームは0-6で敗退した。
2012年10月25日、プロ野球ドラフト会議で北海道日本ハムファイターズから7位指名を受け、入団した。指名後の12月22日に大学時代から交際していた保育士の女性と結婚。ただし、入団当初は千葉県鎌ケ谷市の球団合宿所「勇翔寮」で単身生活を送った。

### プロ入り後
2013年には、4月12日のオリックス・バファローズ戦（ほっともっとフィールド神戸）で一軍デビュー。5試合へ登板した後に、出場選手登録をいったん抹消された。6月の再登録後は、9試合連続無失点を記録するなど投球内容が安定。シーズン終盤には、右打者相手のワンポイントリリーフとして、接戦で起用された。一軍公式戦には、通算で33試合に登板。対左打者の被打率の高さに課題を残しながらも、防御率2.23、11ホールドを記録した。
2014年にも、ワンポイントリリーフを中心に、一軍公式戦23試合に登板。8月14日の対千葉ロッテマリーンズ戦（札幌ドーム）でプロ初勝利を記録した。なお、シーズン終了後の11月22日には、第1子となる長女が誕生。
2015年には、プロ入り後初めて一軍公式戦への登板機会がなく、10月2日に球団から戦力外通告を受けた。

### 日本ハム退団後
2015年11月10日に、シートバッティング形式の12球団合同トライアウト（草薙球場）に参加。17分間の降雨中断をはさみながらも、再開直後に田上健一から空振りで三振を奪うなど、打者3人を無安打に抑えた。しかし、NPBを含めたプロ野球他球団から獲得を打診されなかったため、現役を引退した。
現役引退後は、家族と共に地元の京都へ戻り、一般企業に就職している。

## プレースタイル・人物
最速146km/hのストレートと、キレのある曲がりの大きいスライダーとカットボールといった横の変化球で勝負するサイドスローで、外国人の右打者に対するワンポイントリリーフとして活躍した。大谷翔平からは、シーズン終了後に開かれた河野の結婚式で「（外野を）守っている時には、外国人の強打者に向かっていく姿がとても頼もしく感じた。そのような姿に、奥様も惹かれたのかなと思う」というスピーチを贈られた。

## 詳細情報

### 年度別投手成績
| 年 度     | 球 団     | 登 板 | 先 発 | 完 投 | 完 封 | 無 四 球 | 勝 利 | 敗 戦 | セ 丨 ブ | ホ 丨 ル ド | 勝 率 | 打 者 | 投 球 回 | 被 安 打 | 被 本 塁 打 | 与 四 球 | 敬 遠 | 与 死 球 | 奪 三 振 | 暴 投 | ボ 丨 ク | 失 点 | 自 責 点 | 防 御 率 | W H I P |
| --------- | --------- | ----- | ----- | ----- | ----- | -------- | ----- | ----- | -------- | ----------- | ----- | ----- | -------- | -------- | ----------- | -------- | ----- | -------- | -------- | ----- | -------- | ----- | -------- | -------- | ------- |
| 2013      | 日本ハム  | 33    | 0     | 0     | 0     | 0        | 0     | 2     | 0        | 11          | .000  | 135   | 32.1     | 24       | 1           | 20       | 2     | 3        | 24       | 1     | 0        | 13    | 8        | 2.23     | 1.36    |
| 2014      | 日本ハム  | 23    | 0     | 0     | 0     | 0        | 1     | 0     | 0        | 1           | 1.000 | 81    | 17.0     | 18       | 2           | 13       | 0     | 2        | 14       | 0     | 0        | 8     | 8        | 4.24     | 1.82    |
| 通算：2年 | 通算：2年 | 56    | 0     | 0     | 0     | 0        | 1     | 2     | 0        | 12          | .333  | 216   | 49.1     | 42       | 3           | 33       | 2     | 5        | 38       | 1     | 0        | 21    | 16       | 2.92     | 1.52    |

### 記録
- 初登板：2013年4月12日、対オリックス・バファローズ1回戦（ほっともっとフィールド神戸）、6回裏2死に2番手で救援登板、1回1/3を1失点
- 初奪三振：2013年4月13日、対オリックス・バファローズ2回戦（ほっともっとフィールド神戸）、7回裏にアーロム・バルディリスから空振り三振
- 初ホールド：2013年7月30日、対千葉ロッテマリーンズ12回戦（QVCマリンフィールド）、5回裏に2番手で救援登板、2/3回無失点
- 初勝利：2014年8月14日、対千葉ロッテマリーンズ17回戦（札幌ドーム）、5回表無死に3番手で救援登板、1回無失点

### 背番号
- 59 （2013年 - 2015年）

### 登場曲
- 「陽の光」GReeeeN（2013年 - 2015年）